# Stearaat

Structuurformule van een stearaat-ion.

Stearaat is een oxoanion met als formule  C17H35COO−. Het anion kan beschouwd worden als de geconjugeerde base van stearinezuur (C18H36O2). Zouten en esters van dit zuur worden stearaten genoemd.

## Stearaatverbindingen
- Ascorbylstearaat
- Magnesiumstearaat
- Natriumstearaat
- Calciumstearaat
- Zinkstearaat